# Graminorthezia graminis
Graminorthezia graminis är en insektsart som först beskrevs av Richard C. Tinsley 1898.  Graminorthezia graminis ingår i släktet Graminorthezia och familjen vaxsköldlöss. Inga underarter finns listade i Catalogue of Life.